# Både hjärta och hand

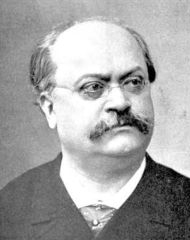
Charles Lecocq

Både hjärta och hand (franska: Le Cœur et la Main) är en opéra comique i tre akter med musik av Charles Lecocq och libretto av Charles Nuitter och Alexandre Beaume. Den hade premiär den 19 oktober 1882 på Théâtre de Nouveautés i Paris.

## Historia
Under 1870-talet hade Lecocq övertagit Jacques Offenbachs roll som Paris favoritkompositör av komiska operetter. Han hade primärt samarbetat med Théâtre de la Renaissance, där hans Giroflé-Girofla (1874), Lilla frun (1875) och Le Petit Duc (1878) varit särskilt lyckosamma. Efter att ha grälat med teaterns direktör Victor Koning övergick Lecocq till Théâtre de Nouveautés, där han 1881 fick en stor succé med Le Jour et la Nuit Både hjärta och hans skrevs för att efterträda den. Librettisterna, båda nya samarbetspartners för kompositören, var erfarna, särskilt Nuitter, som hade arbetat med Offenbach på 1860- och 1870-talet. De fortsatte med samma tema från tidigare verk av Lecocq; tillkrånglade bröllopsnätter med ett lyckligt slut.

## Premiären
Operetten hade premiär den 19 oktober 1882, då speltiden av Le Jour et la Nuit var på väg att ta slut. Lecocq tog det ovanliga beslutet att skriva hjältens sångparti för en baryton snarare än för den sedvanlige tenoren. Rollen sjöngs av Eugène Vauthier. Han och Jean-François Berthelier, som hade sjungit i Le Jour et la Nuit, var båda välkända för Parispubliken. Den kvinnliga huvudrollen Micaëla sjöngs av Marguerite Vaillant-Couturier, en debutant.

## Uppsättningar och bearbetningar
Två konkurrerande operettuppsättningar spelades i New York i februari 1883 med titlarna Hand and Heart och Micaëla. Två ytterligare uppsättningar gjordes i New York 1883 och 1884. Operetten spelades inte i London förrän tio år efter Parispremiären. Den gavs i en kraftig reviderad version som Incognita i oktober 1892. F. C. Burnand reviderade librettot, Harry Greenbank skrev nya sångtexter och det förekom musikaliska bidrag från Isaac Albéniz i akt II, samt från Hamilton Clarke, Alfred Moul och uppsättningens dirigent Herbert Bunning i akt III.

## Originalbesättning
- Kungen av Aragon – Jean-François Berthelier
- Prinsessan Micaëla, hans daughter – Marguerite Vaillant-Couturier
- Doña Inésilla Vittoria Scholastica Nepomucena, hennes förkläde – Mme Felcourt
- Don Gaëtan, Hertig av Madeira – Eugène Vauthier
- Don Mosquitos, en överste i kungens armé – Scipion
- Moralès, en soldat – Edouard Montaubry
- Joséfa, en kunglig trädgårdsmästare – Élise Clary
- Baldomèro, en officer – M. Charvet

Källa: Gänzls Book of the Musical Theatre.

## Handling
Akt I

Den kungliga parken
Ett äktenskap har arrangerats mellan kungens dotter Micaëla och Don Gaëtan, kronprinsen i ett grannrike. Micaëla trivs inte med slottslivet och smiter ut när tillfälle ges för att träffa sin väninna, trädgårdsmästaren Joséfa. Gaëtan anländer upprörd efter att ta tvingats in i ett arrangerat äktenskap. Han är av den romantiska sorten och vill gifta sig av kärlek. Han flyr från det hela och kungen ger order att han omedelbart ska fångas in.
Gaëtan lyckas hålla sig undan. Han möter Micaëla, som bär Joséfas kläder och misstas för en trädgårdsmästare. De känner omedelbart en ömsesidig attraktion. Gaëtan berättar för Micaëla att han är dömd att gifta sig med prinsessan av politiska skäl, men kommer inte att se på henne under hela ceremonin. De hör ljud och Gaëtan har endast tid att förklara Micaëla sin kärlek. Hon flyr och kungen dyker upp, nöjd med att ha hittat din kommande svärson.
Akt II

En stor sal i det kungliga palatset
Bröllopet stundar. Samma dag har Joséfa gift sig med sin älskade Moralès. Trogen sina löften vägrar Gaëtan att se på Micaëla både under vigseln och under dansen efteråt. Han kan inte fly då alla dörrar är bevakade, men han är fast besluten att inte fullfölja äktenskapet. För att orsaka skandal flirtar han med Micaëlas paranta förkläde. Han förväntar sig ett upprört beteende men märker till sin fasa att hon är smickrad. Han överger henne.
Joséfas bröllopsnatt ter sig lika misslyckad som Gaëtans. Hennes nye make Moralès är vaktchef och kan inte lämna sin post. När de finner Micaëlas och Gaëtans bröllopskammare tomt faller de för frestelsen att använda rummet för egen del. Kungen, som snokar efter ljud som bevisar att det kungliga äktenskapet fortlöper enligt planerna, hör Micaëla och Gaëtan och antar att allt går bra.
Gaëtan återvänder och möter Micaela, åter igen förklädd som trädgårdsmästare. De omfamnar varandra.
Akt III

Gaëtans huvudkvarter
Under en stor militärmanöver har Micaëla och hennes hovdamer har dragit sig tillbaka till ett närbeläget kloster. Hon försvinner för att vara med Gaëtan, som fortfarande tror att hon är trädgårdsmästare. Kungen kommer för att berätta för Gaëtan att prinsessan är gravid. Gaëtan är förvånad. Moralès erkänner att han har använt bröllopsängen för eget bruk, och Gaëtan tror sig nu veta vem fadern är till den blivande prinsen. Allt klarnar när Micaëla kommer in utan förklädnad. Gaëtan inser att han ovetande har gift sig med den kvinna han älskar. Soldaterna skjuter salut för den ofödde arvingen och operetten slutar i allmän glädje.
Källa: Académie Nationale de l'Opérette.

## Musiknummer
Akt I:
- Kör "C'est demain le mariage"
- Couplets "Au mariage des Princesses"
- Vaktkör "C'est nous les gardes du palais"
- Chorus "C'est l'heure de la promenade"
- Mélodie "M'y voici, mais pourrai-je?"
- Couplets "Vlan! J'ai perdu mon gendre"
- Couplets "Au soldat, après la parade"
- Rondeau "Ah que de mal on a"
- Round "Ma fille, c'est un mari"
- Couplets "Par toi divine créature"
- Final: Chorus des Bombardiers "Notre vigilance", couplets "Je suis un prince un peu fantasque" et stretto "on n'a jamais vu çà"

Akt II:
- Entracte
- Introduction "La Princesse qui nous marie"
- Chorus "Dans l'almanach de Gotha"
- Sextet "Il me regarde à peine"
- Dance "La vive cadence"
- Couplets "Y'avait un jour dans l'infanterie"
- Chorus "Bientôt à la cathédrale"
- Couplets "Ma Micaëla, ma chère"
- Couplets "Au fond de l'alcôve blottie"
- Couplets "C'est-là leur chambre nuptiale"
- Grand duo "Mon devoir ailleurs me rappelle" och Boléro "Un soir, José le capitaine"

Akt III:
- Entracte
- Soldatkör "Il a l'épaulette"
- Couplets "Près du couvent, dans la plaine"
- Romance "Ah j'enviais les hirondelles"
- Ensemble "Le parlementaire a sur les yeux un bandeau"
- Chorus of peasants "Ah! Sire, exaucez nos prières", et couplets "Ne craignez rien, les belles filles"
- Couplets "Depuis notre hymen"
- Couplets "Monsieur me croit infidèle"
- Finale "Je suis Princesse et votre épouse"

Källa: Libretto.